# Ligeti Dániel
Ligeti Dániel (Szombathely, 1989. július 31. –) magyar szabadfogású birkózó. A Haladás VSE versenyzője volt.

## Sportpályafutása
A 2008-as Európa-bajnokságon 96 kg-ban ötödik helyen végzett. A juniorok között második volt az Eb-n. Az olimpiai selejtezőn nem jutott kvótához. A következő évben kiesett a kontinens bajnokságon és a világbajnokságon is. A 2010-es Európa-bajnokságon, már 120 kg-ban versenyezve, hetedik lett. Az országos bajnokságon első helyen végzett. A moszkvai vb-n ötödikként zárt. 2011-ben bronzérmes volt az Eb-n. Az ob-n sérülés miatt nem indult. A világbajnokságon a 17. helyezést szerezte meg. A 2012-es Európa-bajnokságon második volt. A szófiai kvalifikációs versenyen megszerezte az olimpiai kvótát. A 2012-es londoni olimpián a világbajnoki címvédő fehérorosz Alekszej Semarov legyőzte a nyolcaddöntőben, aki viszont a következő mérkőzésén szenvedett vereséget, így a magyar birkózó vigaszágon sem jutott tovább.
A 2013-as Európa-bajnokságon ötödik helyezést ért el. A budapesti világbajnokságon kiesett. 2014-ben bronzérmes volt az Európa-bajnokságon. A 2015-ös Európa-játékokon hetedik volt. A világbajnokságon 13. helyen végzett. A 2016-os Európa-bajnokságon ötödik lett. 2016 áprilisában Ulánbátorban olimpiai kvótát szerzett. Az olimpián a negyeddöntőben az örmény színekben versenyző Levan Berianidze ellen esett ki.
A 2017-es Európa-bajnokságon ötödik lett, miután a bronzmérkőzésen kikapott a grúz Geno Petriasvilitől. A 2018-as budapesti világbajnokságon az első körben ismét kikapott a grúz Geno Petriasvilitől, majd a vigaszágon birkózva szenvedett vereséget az orosz Anzor Hizrijevtől. A 2019-es minszki Európa-játékokon a negyeddöntőben esett ki.
A 2019-es világbajnokságon a nyolcaddöntőben kikapott az üzbég Haszanboj Rahimovtól, majd bejelentette visszavonulását.
2022. március 30-án a budapesti Európa-bajnokságon a férfi szabadfogású birkózók 125 kilogrammos versenyében bronzérmet szerzett, a helyosztón 6:4-re legyőzte a szerb Magomedgadzhi Nurasulovot.
A 2024-es párizsi olimpián 125 kilogrammban a negyeddöntőben a török Taha Akgül ellen maradt alul, és mivel legyőzője nem nyerte meg az elődöntőjét, Ligeti a vigaszágon sem folytathatta a küzdelmeket.
2025 nyarán befejezte a sportolói pályafutását.

## Díjai, elismerései
- Az év magyar birkózója (2014,[14] 2016[15])